# Filippo Camassei
Filippo Camassei (14 de setembro de 1848 - 18 de janeiro de 1921) foi um clérigo italiano da Igreja Católica Romana que serviu como patriarca latino de Jerusalém de 1906 a 1919, e foi elevado ao cardinalato em 1919.

## Biografia
Filippo Camassei nasceu em Roma, ainda nos Estados Pontifícios, e estudou no Pontifício Seminário Romano, onde obteve seus doutorados em teologia e in utroque iure em direito civil e canônico. Foi ordenado ao sacerdócio em 12 de abril 1872, e depois fez pastoral trabalho em Roma. Em 1876, Camassei tornou-se secretário particular do cardeal Raffaele Monaco La Valletta, vigário geral de Roma. Reitor do Pontifício Pio Seminário em 1884 e do Pontifício Ateneu Urbano De Propaganda Fide em 10 de dezembro de 1889. Ele foi elevado ao posto de Prelado Doméstico de Sua Santidade em 13 de abril de 1897.
Em 18 de março de 1904, Camassei foi nomeado Arcebispo de Naxos pelo Papa Pio X. Ele recebeu sua consagração episcopal no dia 10 de abril, na capela do Pontifício Ateneu Urbaniano, do cardeal Girolamo Maria Gotti, OCD, com os arcebispos Pietro Gasparri e Edmund Stonor servindo como co-consagradores. Camassei foi promovido a quarto Patriarca Latino de Jerusalém em 6 de dezembro de 1906.
Camassei fez sua entrada solene em Jerusalém em 19 de março de 1907. Entre 1909-1912, fundou missões em Burka, Smakieh, Aboud e Rameh.
Enquanto Patriarca, também deveria ser o grão-mestre da Ordem do Santo Sepulcro; contudo, após a morte de Monsenhor Luigi Piavi, o assento de Grão-Mestre permaneceu vago por cerca de dois anos. Essa falta de governança levou a um movimento dentro da Santa Sé para abolir permanentemente a Ordem. Uma decisão papal seria tomada quando Monsenhor Camassei, que ainda não havia sido oficialmente nomeado Patriarca, intercedeu em nome da Ordem para convencer o Papa Pio X a mantê-la. Sua intervenção foi coroada de sucesso: em 1907, o Papa emitiu a carta apostólica Quam multa para consolidar o status da Ordem. Pela carta Quam multa, o Papa reservou o título de Grão-Mestre da Ordem do Santo Sepulcro para si e seus sucessores, enquanto o Patriarca de Jerusalém tornou-se o Vigário do Papa para a Ordem. Em 1911, Monsenhor Camassei emitiu um modelo de “Estatuto dos Capítulos da Ordem do Santo Sepulcro”, que foi impresso em Roma em 1912 e que pretendia unificar a prática de várias associações nacionais de ordens.
Além das destruições que a Primeira Guerra Mundial afetou o Patriarcado Latino de Jerusalém, o próprio Mons. Camassei foi exilado para Nazaré pelos turcos em 19 de novembro de 1917. Em Nazaré, o Patriarca foi recebido pelos frades franciscanos e continuou a supervisionar as paróquias no norte da Palestina e nomeou Monsenhor François Vilinger como seu vigário para supervisionar o resto das paróquias na Palestina e na Jordânia. Com a vitória britânica, retornou a Jerusalém em 3 de novembro de 1918. Pouco tempo depois, em maio de 1919, foi a Roma para um período de descanso e para visitar o Vaticano.
O Papa Bento XV criou-o Cardeal-presbítero no consistório de 15 de dezembro de 1919; recebeu o barrete e o título de Santa Maria in Aracoeli em 18 de dezembro. Na mesma data do consistório, renunciou como Patriarca. Até sua morte, a diocese patriarcal foi administrada por Mons. Luigi Barlassina.
O cardeal Camassei morreu em Roma, repentinamente enquanto estava à mesa, aos 72 anos. Ele está enterrado no sepulcro da Collegio de S.C. Propaganda Fide, no cemitério de Campo di Verano; assim, ele é o único Patriarca que não foi sepultado na Terra Santa, na co-catedral do patriarcado.